# Morens (Huesca)
Morens es una localidad española perteneciente al municipio de Beranuy, en la Ribagorza, provincia de Huesca, Aragón. Su lengua propia es el catalán ribagorzano.

## Monumentos
- Iglesia románica del siglo XI con grandes transformaciones en el XVI.[1][2]